# 웨스트보로 침례교회

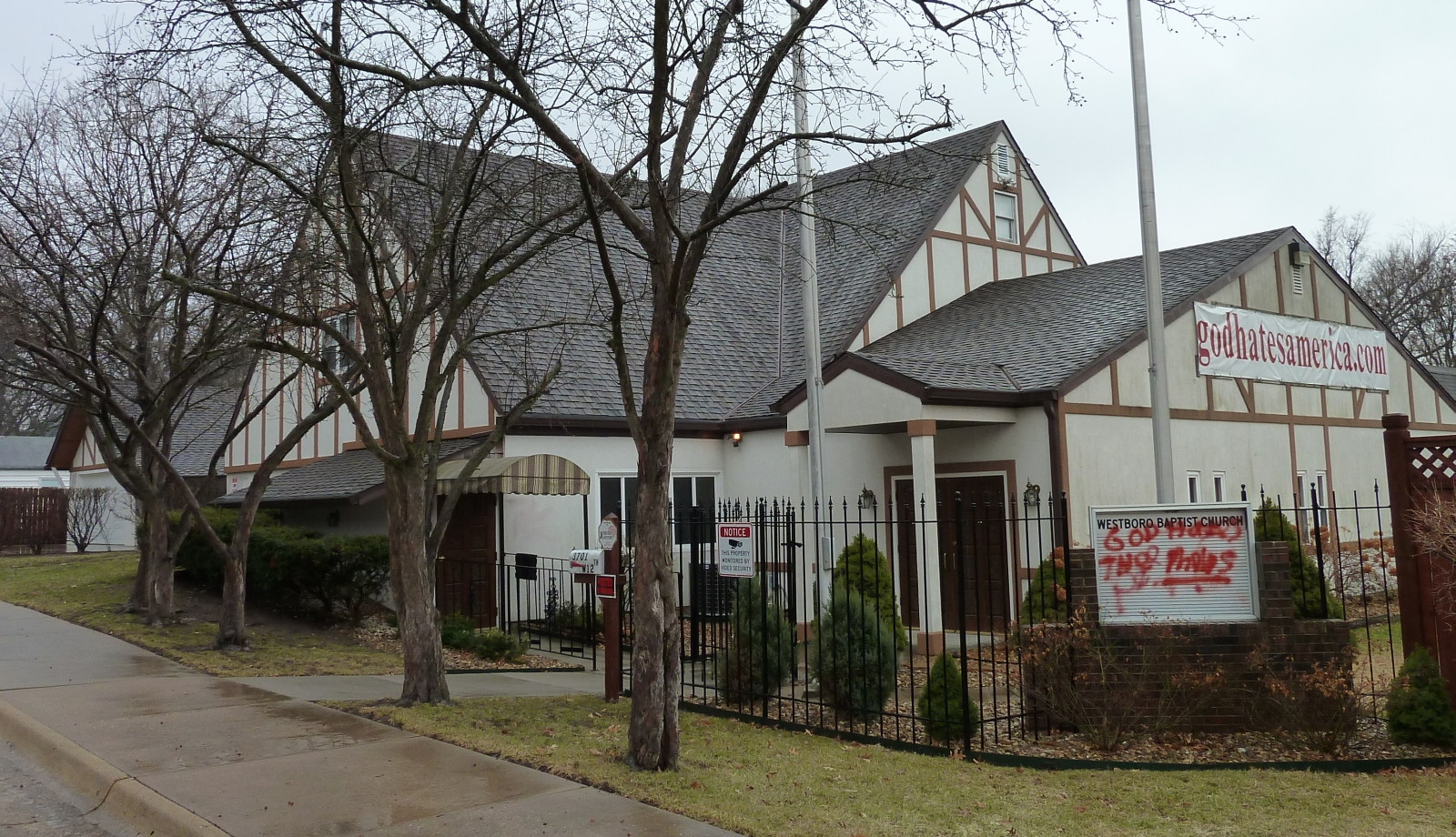

웨스트보로 침례교회(Westboro Baptist Church)는 프레드 펠프스가 만든 독립 침례교회이다. 캔자스주 토피카에 있다.
동성애 혐오주의적인 내용이 담긴 팻말등을 들고 시위를 한다.

## 같이 보기
- 기독교에 대한 비판
- 증오언설
- 동성애에 대한 사회적 태도